# Lucy Parsons

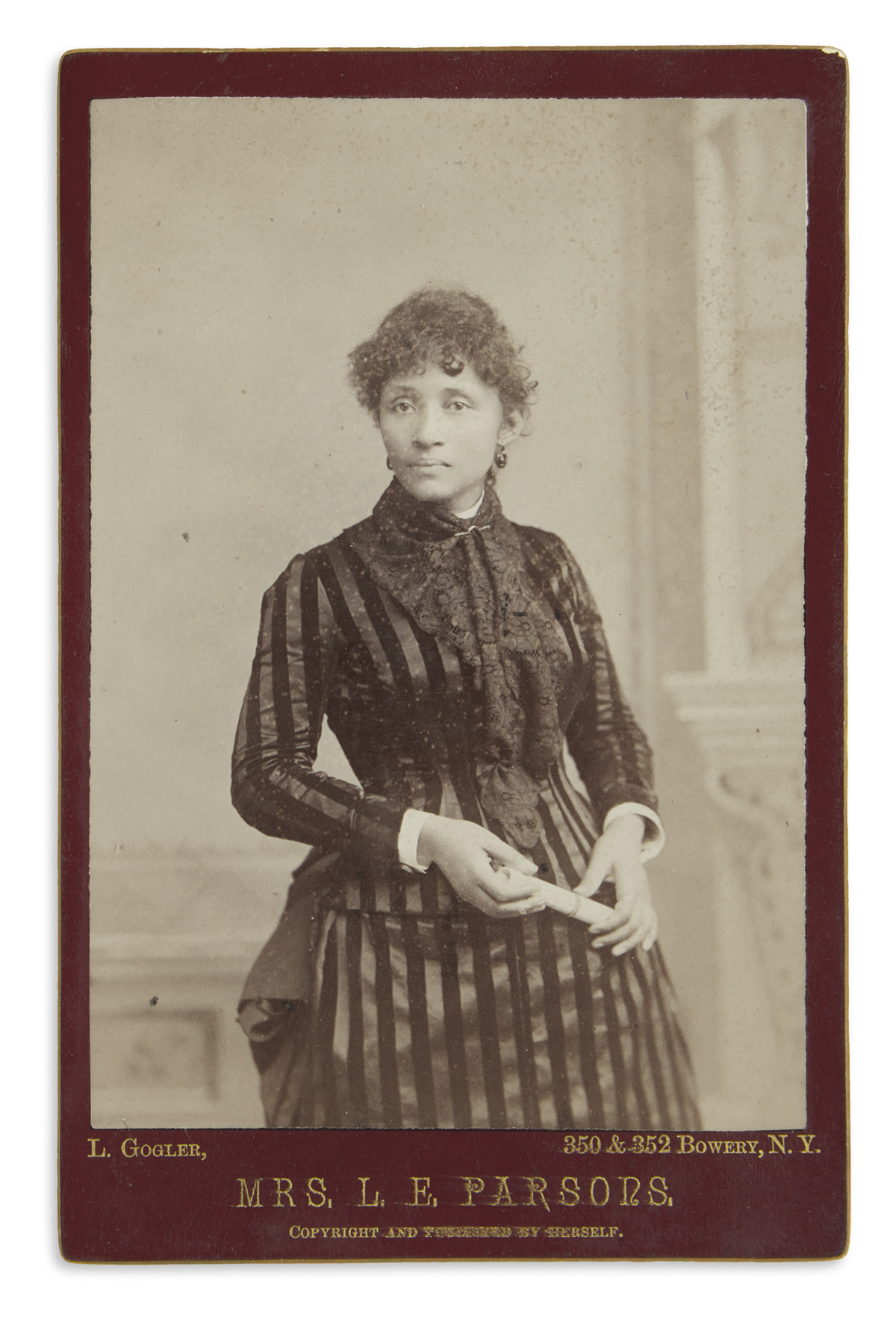
Lucy Parsons, 1886.

Lucy Eldine Gonzalez Parsons, född som Lucia Carter 1851 i Virginia, död 7 mars 1942 i Chicago, Illinois, var en amerikansk ledare och aktivist inom arbetarrörelsen, radikal socialist och anarkistisk kommunist.
Hon är ihågkommen som en framgångsrik talare och var en av grundarna av fackföreningen Industrial Workers of the World (IWW).
Hennes make Albert Parsons var en av dem som avrättades efter haymarketmassakern.

## Biografi
Lucy Parsons föddes som Lucia Carter i Virginia 1851. Hennes mor var en afroamerikansk slav som ägdes av en vit man vid namn Tolliver, som kan ha varit Lucys far. År 1863, under amerikanska inbördeskriget, flyttade Tolliver till Waco, Texas med sina slavar. 
I Texas arbetade Parsons som sömmerska och kock för vita familjer. Hon bodde med eller var gift med en tidigare slav, Oliver Gathing, under en tid före 1870. År 1871 gifte hon sig med Albert Parsons, en före detta soldat från sydstaterna. På grund av intoleransen mot deras äktenskap - Albert Parsons var vit - var de tvungna att fly norrut 1873. Under resan ändrade Parsons sitt förnamn till Lucy. Paret bosatte sig i Chicago, Illinois.
I Chicago blev Lucy och Albert Parsons kända som effektiva politiska organisatörer. I slutet av 1800-talet var de framför allt involverade i arbetarrörelsen, men de arbetade också med att hjälpa politiska fångar, svarta, hemlösa och kvinnor. Paret beskrevs av Chicagos polisavdelning som "farligare än tusen upprorsmakare". 
Parsons blev nationellt känd i USA under sin resa för att samla in pengar till sin mans juridiska försvar efter haymarketmassakern i Chicago. Albert Parsons var en av nio män som anklagades och dömdes att avrättas för att ha "inspirerat" till våld. Han hängdes den 11 november 1887.
1892 grundade Parsons tidningen Freedom som bland annat skrev om organisering av arbetare, lynchning och villkoren för svarta daglönare i södra USA.
1905 var hon med och gundade Industrial Workers of the World (IWW). Samma år blev hon redaktör för IWW:s tidning The Liberator.
I början av 1930-talet deltog Parsons i försvaret av Scottsboro Boys och Angelo Herndon. 
Lucy Parsons dog i en husbrand den 7 mars 1942. Hennes partner, George Markstall, dog nästa dag av skador som han fick när han försökte rädda henne. Hon är begravd på Forest Home Cemetery, nära Haymarketmartyrernas monument i Forest Park, Illinois.

## Eftermäle
Lucy Parsons Center grundades 1970 i Boston, Massachusetts. Det drivs kollektivt med en radikal bokhandel och infoshop.
Sedan 1990-talet finns Lucy Parsons Memorial i Wicker Park i Chicago.
2004 döpte staden Chicago en park efter Parsons.
2016 släppte tidningen The Nation en kortfilm om Lucy Parsons av animatören Kelly Gallagher, "More Dangerous Than a Thousand Rioters: The Revolutionary Life of Lucy Parsons."